# Moncayo
Moncayo je nejvyšší hora Iberského pohoří. Nachází se na východě Španělska, v regionech Kastilie – La Mancha a Aragonie, přibližně 100 km severozápadně od Zaragozy. Masiv Moncayo se rozkládá ze severozápadu na jihovýchod, má délku 15 km (vrcholová část je dlouhá 4 km) a šířku 7 km. Moncayo má tři hlavní vrcholy. Východní 2 314 m a 2 285 m a západní 2 226 m.